# بادي كينان
بادي كينان (بالإنجليزية: Paddy Keenan)‏ هو لاعب كرة القدم الغالية أيرلندي، ولد في 1 أكتوبر 1984 في دروغيدا في جمهورية أيرلندا.